# Mycetophila tiefii
Mycetophila tiefii är en tvåvingeart som beskrevs av Gabriel Strobl 1901. Mycetophila tiefii ingår i släktet Mycetophila och familjen svampmyggor. Inga underarter finns listade i Catalogue of Life.